# Râul Lunca, Ilișua
Râul Lunca este un curs de apă, afluent al râului Ilișua. 